# Abraham I (ormiański patriarcha Konstantynopola)
Abraham I (ur. ?, zm. ?) – w latach 1813–1815 60. ormiański Patriarcha Konstantynopola.